# Adam Wainwright
Adam Parrish Wainwright (Brunswick, 30 agosto 1981) è un giocatore di baseball statunitense, lanciatore partente per i St. Louis Cardinals della Major League Baseball.

## Gli inizi
Wainwright nacque a Brunswick, una cittadina costiera della Georgia, da Bill Wainwright , un avvocato, e Nancy, un agente immobiliare. A sette anni quando i suoi genitori divorziarono, suo padre si trasferì in Florida, lasciando sola la madre di Wainwright a crescere lui e suo fratello maggiore Trey. Crebbe come gran tifoso dei Braves.

## Carriera

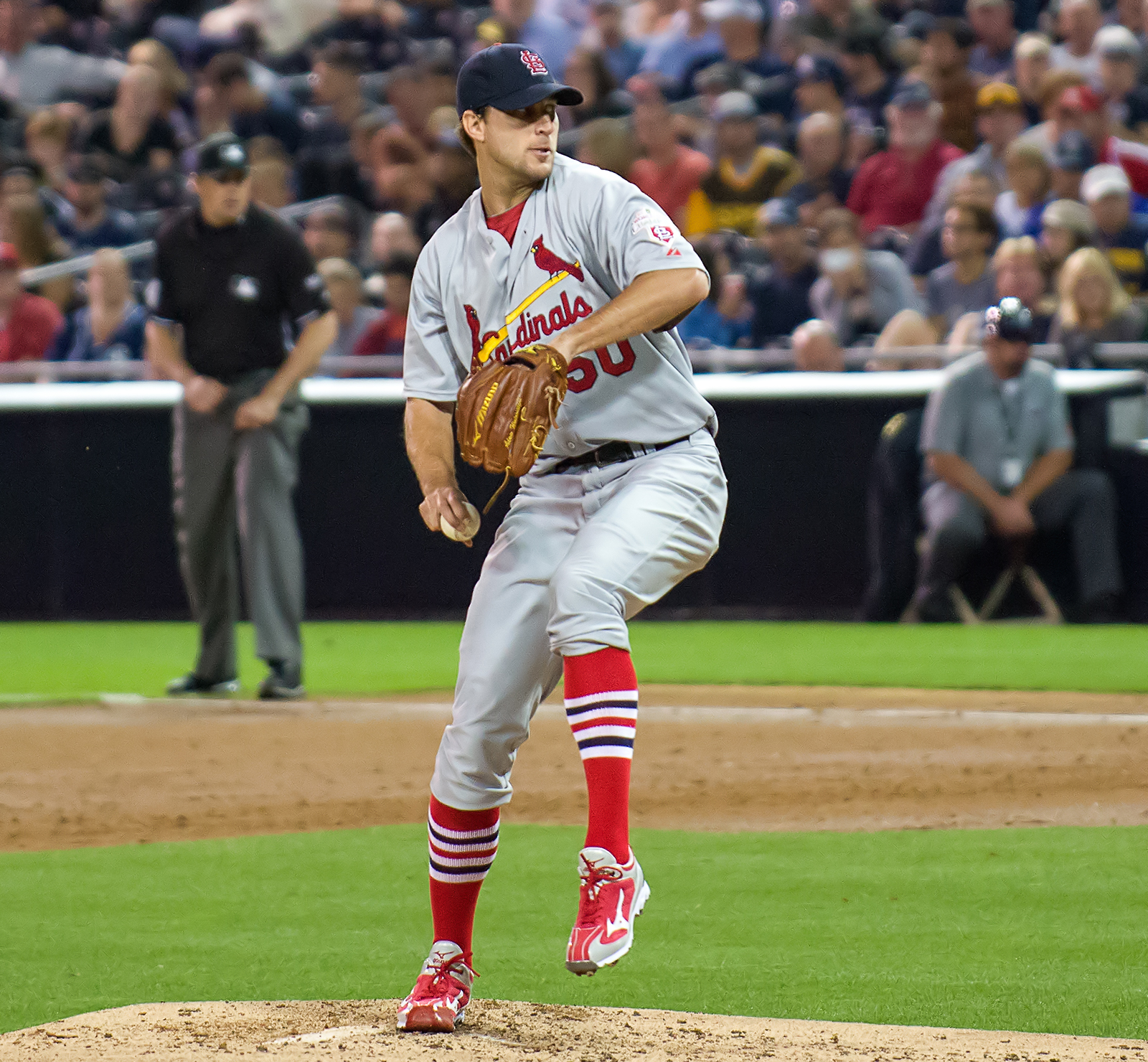
Wainwright nel 2012

### Minor League (MiLB)
Quando gli Atlanta Braves selezionarono Wainwright come ventinovesima scelta assoluta nel draft 2000, egli scelse di rinunciare al college, firmando un contratto che includeva un bonus di 1,25 milioni. Nel dicembre del 2003 fu scambiato con i St. Louis Cardinals.

### Major League (MLB)
Wainwright debuttò nella MLB l'11 Settembre 2005, al Busch Stadium di Saint Louis contro i New York Mets.
Nel 2006 chiuse la partita 5 delle world series consegnando così la decima vittoria complessiva ai Cardinals, a 24 anni di distanza dal precedente successo avvenuto nel 1982. 
Wainwright passò l'intera stagione 2011 a riposo, in seguito al Tommy John surgery.
Nel 2017 vinse il Silver Slugger Award come miglior battitore, tra i lanciatori della National League.

## Palmarès

### Club
- World Series: 1

St. Louis Cardinals: 2006

### Individuale
- MLB All-Star: 3

2010, 2013, 2014
- Silver Slugger Award: 1

2017
- Guanti d'oro: 2

2009, 2013
- Capoclassifica della National League in vittorie: 2

2009, 2013
- Lanciatore del mese: 3

NL: giugno 2013, settembre 2014, agosto 2021
- Giocatore della settimana: 1

NL: 25 maggio 2014